# Pomlad
Pomlád je letni čas v zmernih geografskih območjih. Koledarska pomlad traja od 21. marca (pomladansko enakonočje) do 21. junija (poletni solsticij - sončni obrat). Meteorološka pomlad zavzema mesece marec, april in maj. 

## Galerija
- Pomlad
- Giuseppe Arcimboldo, Pomlad, 1573
- Zvončki, znanilci pomladi